# Liu Yong
Pour les articles homonymes, voir Liu.
Liu Yong (chinois 柳永, pinyin Liǔ Yǒng, EFEO Lieou Yong), né vers 987 à Chong'an (Fujian, Chine), mort en 1053 à Runzhou, est un poète chinois. Surnom : Liu Sanbian, Liu Qiqing, Liu Duntian.

## Biographie
Liu Yong est né vers 987. Il devient jinshi, titre le plus élevé du système des examens impériaux, en 1034. Sa carrière de fonctionnaire est tout à fait médiocre. Un poste de sous-directeur (duntian) lui vaut d'ailleurs son surnom de Liu Duntian. Liu Yong a en revanche été très célèbre pour ses amours avec les courtisanes et ses poèmes,.
Sa vie a inspiré des récits et des opéras.

## Œuvre
Liu Yong s'est illustré dans les poèmes à chanter de forme ci. La langue et le style sont proches de la langue populaire, au service d'une expression émouvante, bien que dans certains cas confinant à la vulgarité. Il y exploite le thème de la poésie de paysage et surtout celui des relations avec les courtisanes. Il a en particulier mis à l'honneur les manci, poèmes de forme longue venus de la dynastie Tang. Il a aussi écrit des poèmes de forme régulière, shi (en),.

## Traductions
- Paul Demiéville (dir.), Anthologie de la poésie chinoise classique, Gallimard, « Poésie », Paris, 1962  — Lieou Yong, p. 411-412
- Jacques Pimpaneau, Anthologie de la littérature chinoise classique, Arles, Éditions Philippe Picquier, 2004, p. 467-468